# Calciatore dell'anno (PFAI)
Giocatore dell'anno della PFAI (in inglese PFAI Players' Player of the Year) è un premio calcistico assegnato ai giocatori che militano nella League of Ireland.
Il premio viene assegnato come risultato dalle votazioni degli altri giocatori (membri del Professional Footballers' Association of Ireland), quindi in generale, viene più apprezzato dal vincitore.

## Albo d'oro
- 1981 -  Padraig O'Connor, Athlone Town
- 1982 -  Paul McGrath, St Patrick's Athletic
- 1983 -  Martin Murray, Drogheda United
- 1984 -  Pat Byrne, Shamrock Rovers
- 1985 -  Tommy Gaynor, Limerick
- 1986 -  Paul Doolin, Shamrock Rovers
- 1987 -  Mick Byrne, Shamrock Rovers
- 1988 -  Paddy Dillon, St Patrick's Athletic
- 1989 -  Paul Doolin, Derry City
- 1990 -  Mark Ennis, St Patrick's Athletic
- 1991 -  Pat Morley, Cork City
- 1992 -  Pat Fenlon, Bohemian
- 1993 -  Donal O'Brien, Derry City
- 1994 -  Stephen Geoghegan, Shamrock Rovers
- 1995 -  Liam Coyle, Derry City
- 1996 -  Eddie Gormley, St Patrick's Athletic
- 1997 -  Peter Hutton, Derry City
- 1998 -  Pat Scully, Shelbourne
- 1999 -  Paul Osam, St Patrick's Athletic
- 2000 -  Pat Fenlon, Shelbourne

- 2001 -  Glen Crowe, Bohemian
- 2002 -  Owen Heary, Shelbourne
- 2003 -  Glen Crowe, Bohemian e  Jason Byrne, Shelbourne
- 2004 -  Jason Byrne, Shelbourne
- 2005 -  Mark Farren, Derry City
- 2006 -  Joseph Ndo, Shelbourne
- 2007 -  Brian Shelley, Drogheda United
- 2008 -  Keith Fahey, St. Patrick's Athletic
- 2009 -  Gary Twigg, Shamrock Rovers
- 2010 -  Richie Ryan, Sligo Rovers
- 2011 -  Éamon Zayed, Derry City
- 2012 -  Mark Quigley, Sligo Rovers
- 2013 -  Killian Brennan, St. Patrick's Athletic
- 2014 -  Christy Fagan, St. Patrick's Athletic
- 2015 -  Richie Towell, Dundalk
- 2016 -  Daryl Horgan, Dundalk
- 2017 -  Sean Maguire, Cork City
- 2018 -  Michael Duffy, Dundalk
- 2019 -  Jack Byrne, Shamrock Rovers
- 2020 -  Jack Byrne, Shamrock Rovers
- 2021 -  Georgie Kelly, Bohemians
- 2022 -  Rory Gaffney, Shamrock Rovers
- 2023 -  Chris Forrester, St. Patrick's Athletic
- 2024 -  Dylan Watts, Shamrock Rovers